# Охолоджувач з імпульсною трубкою
Охолоджувач з імпульсною трубкою — холодильна установка, в основі якої лежить принцип роботи двигуна Стірлінга. Його перевага перед двигуном Стірлінга полягає в тому, що в ділянці холодної точки теплообміну відсутні рухомі деталі. Це дає змогу отримати дуже компактні розміри охолоджувача, а досяжна мінімальна температура не обмежується механічним теплом тертя цих частин. За допомогою охолоджувачів з імпульсною трубкою можна досягти температури 1,3 К (= -272 °C).

## Застосування
Охолоджувач з імпульсною трубкою використовується у багатьох сферах промисловості, наприклад, під час наукових досліджень, медицині або у військовій справі, де інколи вимагаються надзвичайно низькі температури. Він застосовується для: зрідження газів, охолодження датчиків, котушок надпровідного магнітного поля, квантових комп'ютерних схем, надпровідних схемах у приймальних станціях мобільного зв'язку, низькотемпературних та космічних експериментах. Завдяки своїй незалежності від кріогенних речовин він дуже добре підходить для зовнішнього застосування: у військовій справі для охолодження інфрачервоних датчиків, оптичних датчиків у космічних телескопах або для майбутньої пілотованої місії на Марсі для скраплення кисню з CO2 у марсіанській атмосфері до прибуття астронавтів.
Охолоджувач з імпульсною трубкою позбавляє кріостати залежності від дорогих кріогенних речовин таких, як гелій або азот для підтримання низьких температур. При цьому він слугує підготовчим етапом для подальших стадій охолодження: випарного охолодження гелію-3, охолодження сумішшю ізотопів гелію-3, гелію-4⁣, а також для стадії парамагнітного розмагнічування.

## Історія

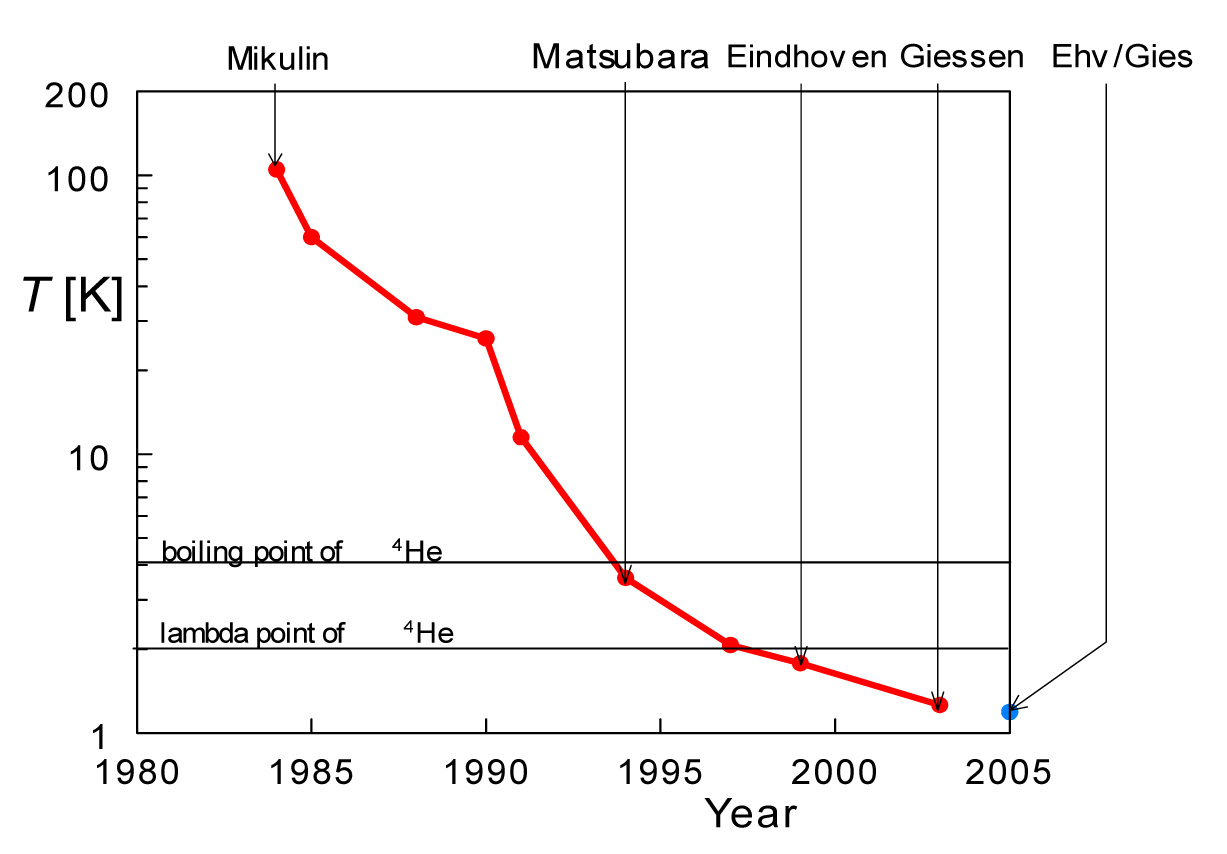
Рис. 1: Розвиток температур, що досягаються охолоджувачами з імпульсними трубками протягом багатьох років. Темпрература 1,2 К була досягнута у співпраці між двома дослідницькими групами з Гіссена та Ейндховена. Тут додатковим ступенем охолодження слугує надплинний вихровий охолоджувач.

За допомогою базового принципу, BPTR (англ. Basic Pulse Tube Refrigerator — базовий охолоджувач з імпульсною трубкою), представленого в 1963 році В. Е. Гіффордом і Р. К. Лонгсвортом, було досягнуто температури щонайменше 124 К (= −149 °C). Протягом багатьох років різні дослідницькі групи публікували варіації з дедалі вищою ефективністю і нижчими мінімальними температурами. Варіант типу OPTR (англ. Orifice Pulse-Tube Refrigerator — насадковий охолоджувач з імпульсною трубкою), опублікований у 1984 році, досяг температури 60 К. З іншим варіантом від 1990 року, типу DIPTR (англ. Double-Input Pulse-Tube Refrigerator —  охолоджувач з імпульсною трубкою з двома входами), а також серіями з двох або трьох охолоджувачів з імпульсними трубками, нарешті вдалося опуститися нижче температури кипіння гелію (менше 4 К). Група дослідників із Гіссена досягла 1,3 К (2004), а разом із групою з Ейндховена — 1,2 К із додатковою стадією охолодження (2005).
У 2003 році в Інституті Вальтера Майснера в Гархінгу в змішаному кріостаті з імпульсною трубкою вдалося досягти температури 4,3 мК без необхідності подачі кріогенних речовин.

## Принцип дії

### Двигун Стірлинга

Рис. 2 : Побудова імпульсного трубчастого охолоджувача в трьох історичних етапах розвитку. BPTR: Компресор, регенератор, подовжений циліндр та імпульсна трубка утворюють основний принцип. OPTR: буферний об'єм, підключений через форсунку для затримки часу. DIPTR: додатковий байпас для підвищення ефективності. На гарячому (ТЕЦ1+3) та холодному (ТЕЦ2) теплообмінних пунктах відбувається відведення відпрацьованого тепла та виробленого холоду.

Охолоджувач з імпульсною трубкою працює за принципом двигуна Стірлінга з регенератором, який під час експлуатації періодично стискає і розширює газ, що міститься в балоні і викликає рівномірне періодичне коливання температури газу. Для того, щоб відбувалося просторово спрямоване перенесення тепла, з одного боку газ періодично переміщується поршнем дисплейсера, так що стиснення відбувається в іншому місці, ніж розширення. З іншого боку, у більшості двигунів Стірлінга газ проходить через так званий регенератор — газопроникний матеріал із великою теплоємністю. Це охолоджує газ у стиснутій фазі на шляху до холодного кінця, тим самим він поглинає тепло і нагріває газ у розширеній фазі на шляху до гарячого кінця. Обидві стратегії гарантують, що один кінець буде холоднішим за інший у середньому з плином часу. Якщо тепліший кінець матиме температуру навколишнього середовища, то більш холодний кінець може використовуватися для охолодження..
Охолоджувач з імпульсною трубкою немає рухомих частин, за винятком поршня в часто віддаленому компресорі, який змушує періодично коливатися тиск. Вхідний і вихідний газ проходить через регенератор і надходить у так звану імпульсну трубу, яка є замінником інших рухомих частин двигуна Стірлінга. На іншому кінці імпульсної трубки повітря не може виходити або виходить дуже повільно. Якщо подивитися на об'ємний елемент газу в середині імпульсної трубки при періодичному стисненні, то він рухається вперед-назад відносно нерухомого регенератора. Так Імпульсна трубка діє як поршень і замінює другий рухомий поршень або рухомий регенератор і дісплейсер, які необхідні у двигуні Стірлінга. Однак перенесення тепла відбувається лише за умови тимчасового випередження руху газу за тиском або температурою. Те, що реалізується механічно у двигуні Стірлінга, в охолоджувачі з імпульсною трубкою відбувається завдяки тому, що стінка імпульсної трубки поглинає тепло і природним чином віддає його з невеликою затримкою в часі. Значно більша часова затримка руху газу досягається в насадковому охолоджувачі (OPTR), у якому імпульсна трубка з'єднана через сопло затримки з буферним об'ємом, який заповнюється і спорожняється з деякою інерційністю. Отже, робота двигуна Стірлінга реалізуються без недоліків механічних частин, які протидіють охолодженню за рахунок тертя. Між регенератором і імпульсною трубкою перебуває найхолодніша точка, яка може бути використана для охолодження, якщо теплі точки теплообміну підтримуються при температурі навколишнього середовища за допомогою водяного або повітряного охолодження.